# Palais des sports Hamou-Boutlélis
Pour les articles homonymes, voir Palais des sports.
Le palais des sports Hamou-Boutlélis (en arabe : قصر الرياضة حمو بوتليليس) est une salle omnisports située dans le quartier populaire de nord de Médina Jédida à Oran en Algérie. Il abrite les clubs du Mouloudia Club d'Oran et de l'Association sportive madinet d'Oran. Elle est dirigée par Sid Ahmed Tab.

## Histoire
La salle omnisports a été inaugurée en décembre 1960 sous le nom du Palais des sports. En 1992 elle a été renommée à la suite du décret présidentiel de Mohamed Boudiaf au nom du martyr oranais de la guerre d'indépendance algérienne, Hamou Boutlélis.

## Differentes disciplines accueillies

### Sports Collectifs
Futsal, Handball, Basket-ball, Volley-ball.

### Sports Individuels
Arts martiaux (Karaté, Judo, Kick boxing ...etc), Boxe, Gymnastique.

## Événements Importants
Il a abrité plusieurs évènements sportives de grandes importances comme :
- Coupe d'Afrique des vainqueurs de coupe de handball 1988
- Championnat du monde masculin de volley-ball des moins de 19 ans 2005
- Matchs de barrage qualificatifs pour le Grand Prix mondial de volley-ball 2012
- Les Jeux méditerranéens de 2022
- Les Jeux panarabes de 2023